# Hypochaeris radicata
La costolina giuncolina (nome scientifico  Hypochaeris radicata  Carl Linnaeus, 1753) è una specie di pianta angiosperma dicotiledone della famiglia delle Asteraceae.

## Etimologia
L'etimologia del nome del genere è piuttosto dubbia e si perde nel tempo; potrebbe derivare da due parole greche Hypo (= sottoterra) e choeros (= maiale); infatti le radici della specie di questa voce sono molto ricercate dai maiali che per cibarsene scavano la terra col loro “grufo” per trovarle. L'epiteto specifico (radicata)  indica una pianta con ampie radici.
Il nome scientifico della specie è stato definito dal botanico Carl Linnaeus (1707-1778) nella pubblicazione " Species Plantarum" ( Sp. Pl. 2: 811) del 1753.

## Descrizione

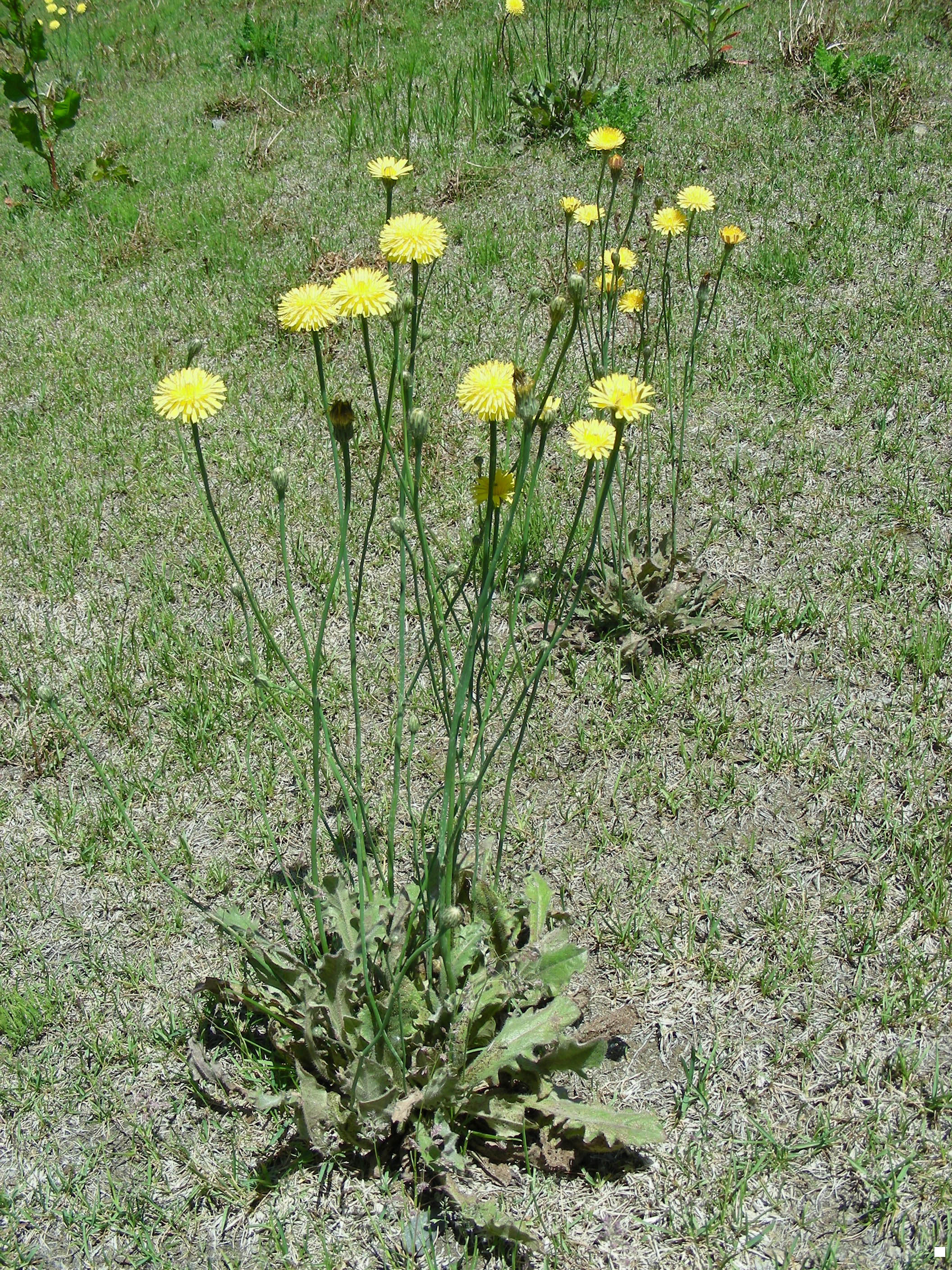
Il portamento

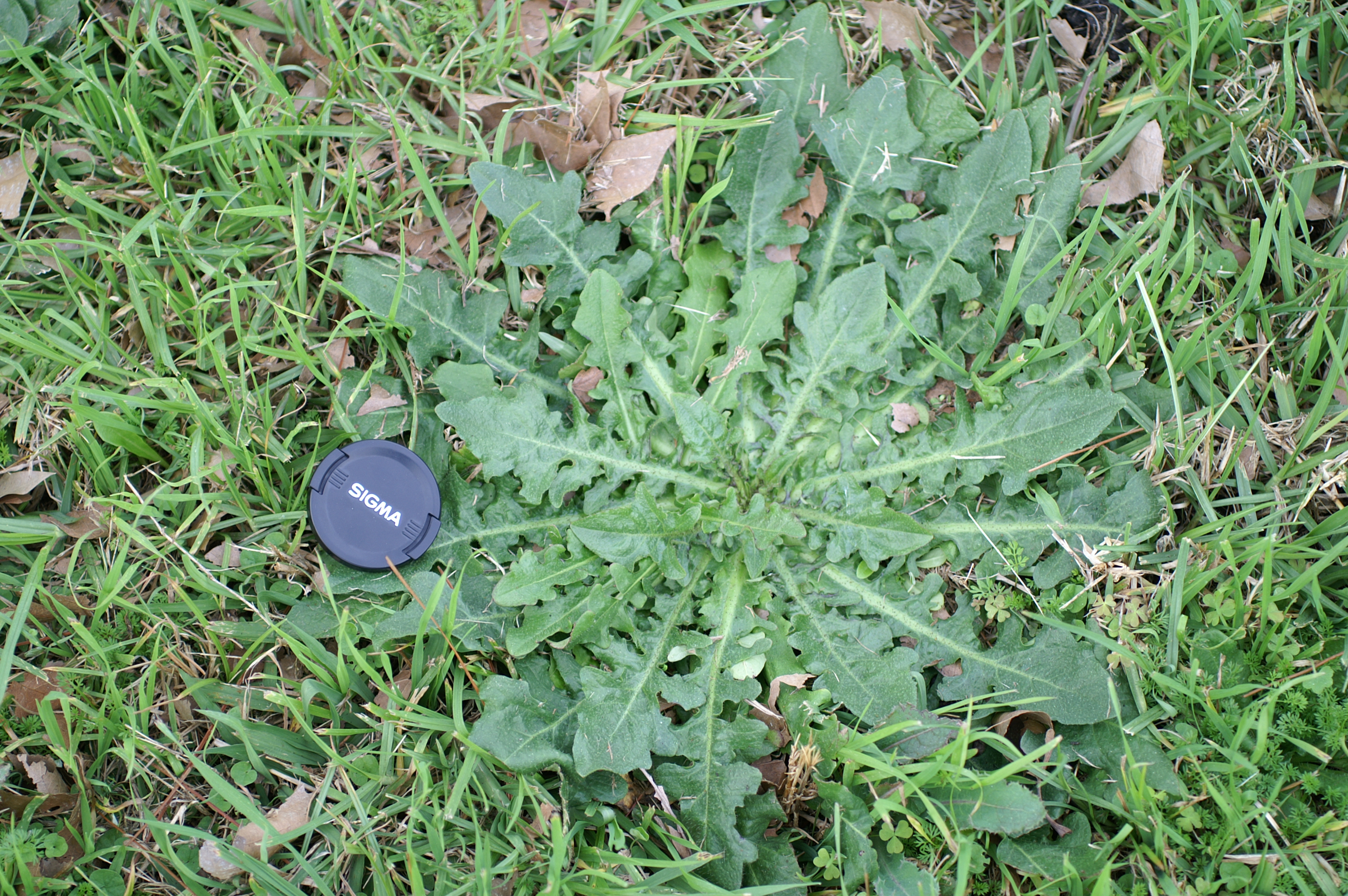
Rosetta basale

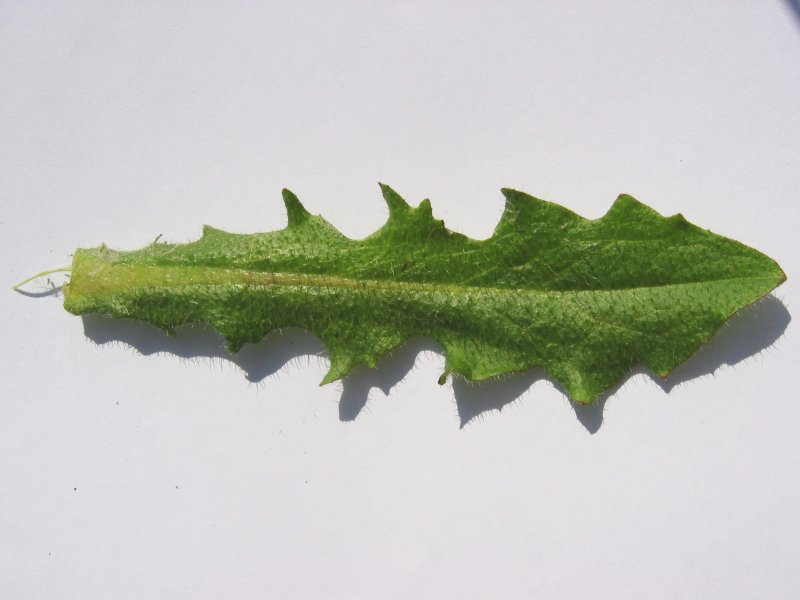
Foglia

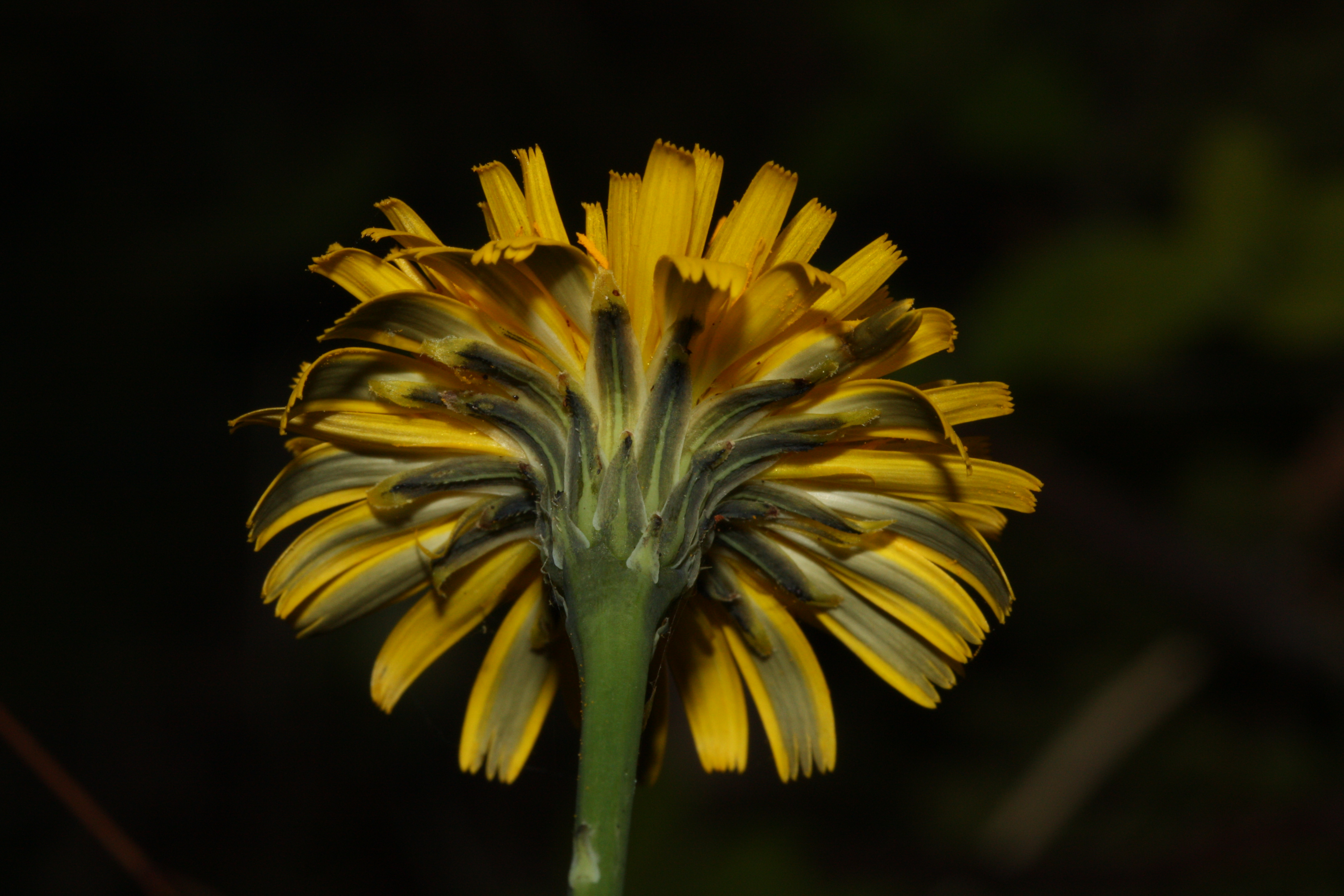
Ricettacolo

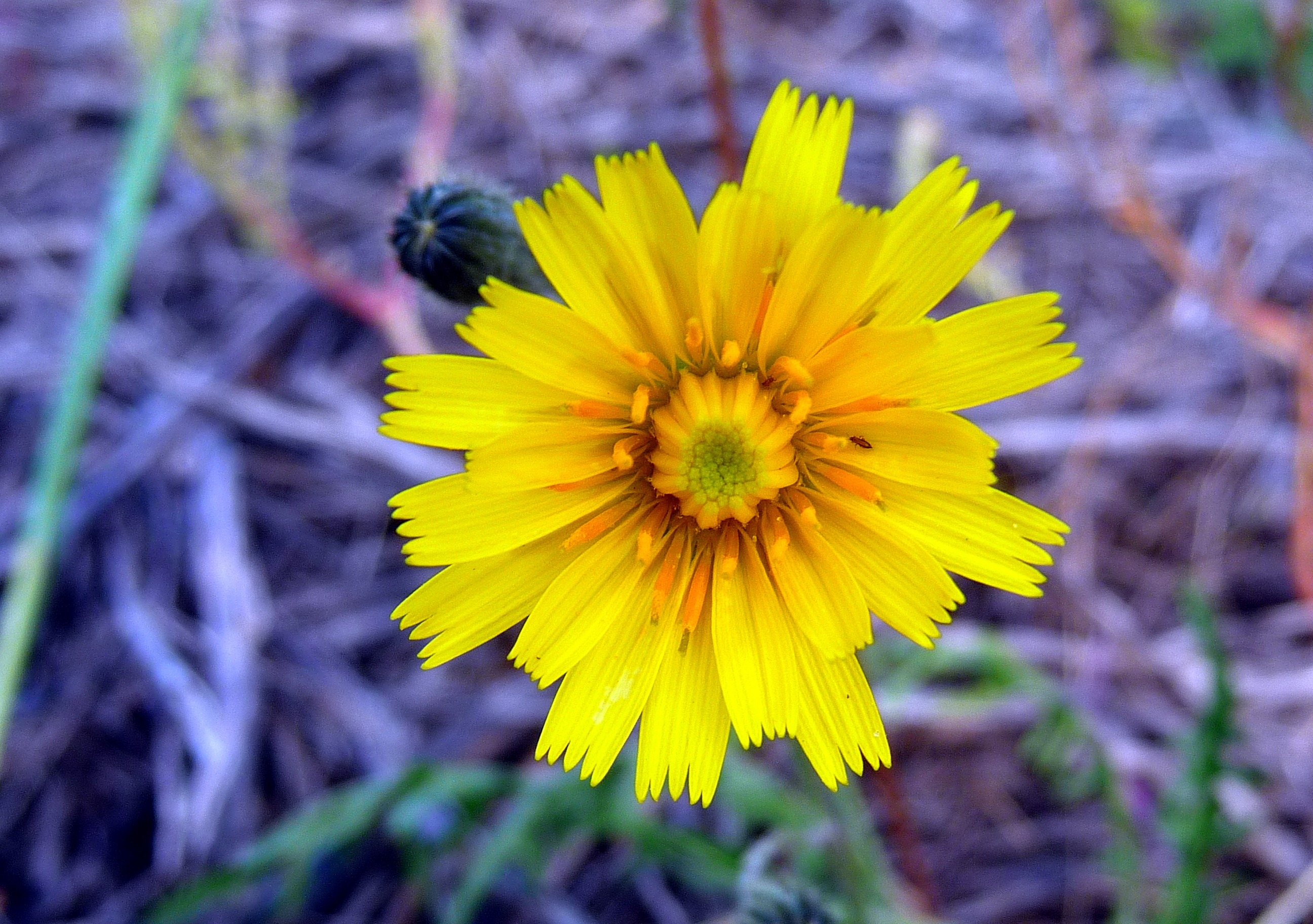
Capolino

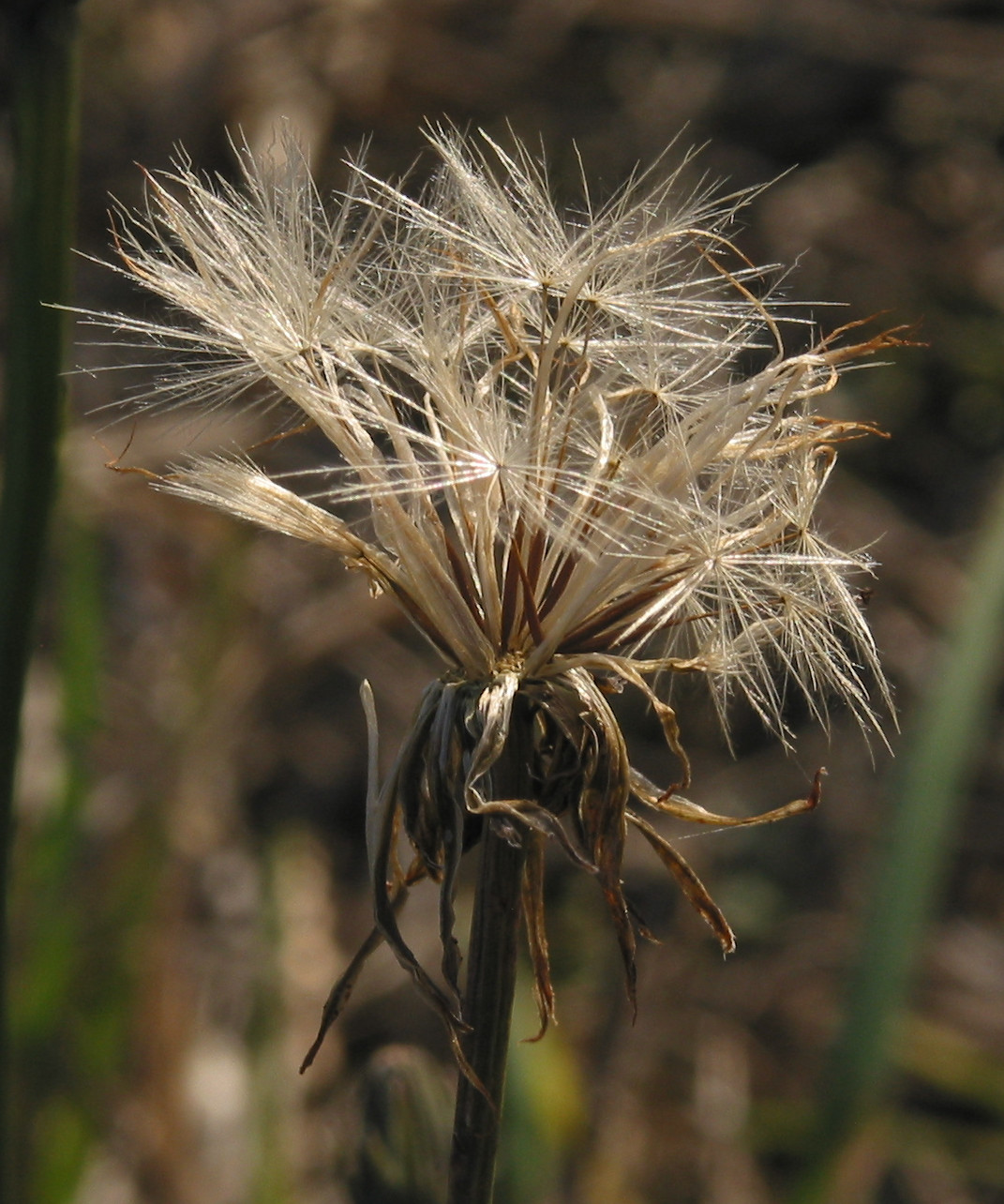
Acheni

Habitus. Questa pianta è un'erba perenne la forma biologica è emicriptofita rosulata (H ros), ossia in generale sono piante erbacee, a ciclo biologico perenne, con gemme svernanti al livello del suolo e protette dalla lettiera o dalla neve e hanno le foglie disposte a formare una rosetta basale. Alcune parti della pianta sono provviste di latice.
Radici. La parte sotterranea consiste in un rizoma legnoso ingrossato.
Fusto. Il fusto è glauco, eretto, semplice o poco ramificato nella parte alta e poco frondoso. La superficie del fusto è generalmente glabra. Queste piante sono alte 3 - 5 dm (massimo 60 cm).
Foglie. Le foglie nella maggioranza dei casi sono radicali (formano una rosetta basale); sono intere a contorno spatolato, oblanceolato o strettamente ellittico si tipo pennato-lobato o pennatifido con bordi ciliati e sinuato-dentati e apici da ottusi a rotondi. La superficie è mediamente ispida. Le foglie cauline (se presenti) sono progressivamente più piccole (simili a brattee). Dimensione delle foglie basali: larghezza 1,5 – 2 cm; lunghezza 5 – 10 cm. Dimensione delle foglie cauline: larghezza 1 mm; lunghezza 3 mm.
Infiorescenza. L'infiorescenza è formata da grandi capolini terminali. Il capolino è formato da un peduncolo che sorregge un involucro con forme da cilindriche a obconiche (o a forma di coppa), formato da diverse squame (o brattee) disposte su 3 - 4 serie in modo embricato e che fa da protezione al ricettacolo sul quale s'inseriscono i fiori di tipo ligulato. Le brattee sono lunghe fino a 25 mm. Il ricettacolo si presenta con diverse pagliette lineari poste alla base dei fiori (è squamoso). Dimensione dei capolini: 20 – 30 mm (massimo 40 mm).
Fiori. I fiori (circa 20 per capolino) sono ermafroditi, zigomorfi, tetra-ciclici (calice – corolla – androceo – gineceo) e pentameri (a 5 elementi). Nelle specie di questo genere i fiori sono solamente quelli ligulati; i fiori tubulosi non sono presenti. Talvolta i fiori più periferici sono unisessuali e con canali laticiferi.
- Formula fiorale:

*/x K {\displaystyle \infty }, [C (5), A (5)], G 2 (infero), achenio
- Calice: i sepali sono ridotti ad una coroncina di squame.
- Corolla: i petali alla base sono saldati a tubo e terminano con una ligula a 5 denti (è la parte finale dei cinque petali saldati fra di loro). Il colore dei fiori normalmente è giallo.
- Androceo: gli stami sono 5 con filamenti liberi e distinti, mentre le antere sono saldate in un manicotto (o tubo) circondante lo stilo.[15] Le antere alla base sono acute. Il polline è tricolporato.[16]
- Gineceo: lo stilo è filiforme. Gli stigmi dello stilo sono due divergenti e ricurvi con la superficie stigmatica posizionata internamente (vicino alla base).[17] L'ovario è infero uniloculare formato da 2 carpelli.
- Antesi: da giugno a luglio (fino a ottobre a quote e latitudini più basse).

Frutti. Il frutto è un achenio con un pappo apicale. L'achenio ha delle forme da cilindriche a fusiformi ed è sormontato con becco (raramente non è presente). In alcune specie gli acheni sono dimorfi; inoltre hanno 5 coste principali (ed eventualmente altre secondarie). Il pappo, bianco sporco, è formato da due serie di setole. Le setole degli acheni interni sono piumose; quelle degli acheni esterni sono scabre e lunghe 4 – 6 mm. Lunghezza del pappo: 1 cm.

## Biologia
- Impollinazione: l'impollinazione avviene tramite insetti (impollinazione entomogama tramite farfalle diurne e notturne).
- Riproduzione: la fecondazione avviene fondamentalmente tramite l'impollinazione dei fiori (vedi sopra).
- Dispersione: i semi (gli acheni) cadendo a terra sono successivamente dispersi soprattutto da insetti tipo formiche (disseminazione mirmecoria). In questo tipo di piante avviene anche un altro tipo di dispersione: zoocoria. Infatti gli uncini delle brattee dell'involucro si agganciano ai peli degli animali di passaggio disperdendo così anche su lunghe distanze i semi della pianta.

## Distribuzione e habitat

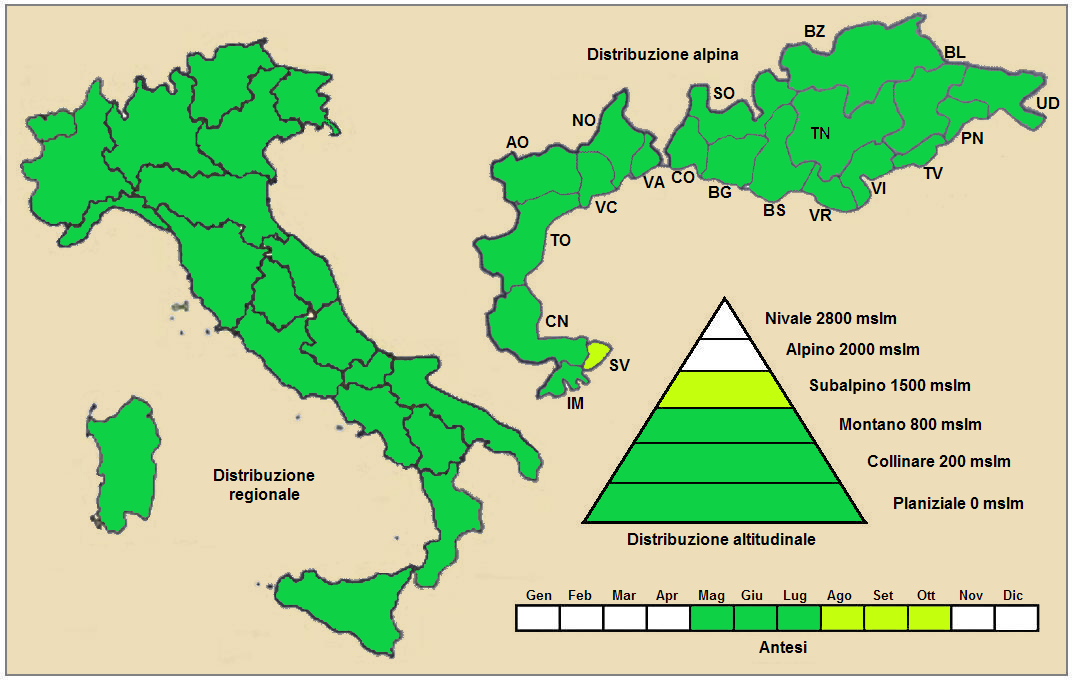
Distribuzione della pianta (Distribuzione regionale – Distribuzione alpina)

- Geoelemento: il tipo corologico (area di origine) è Euro-Caucasico.
- Distribuzione: in Italia questa specie è comune su tutto il territorio. Fuori dall'Italia, sempre nelle Alpi, questa specie si trova in Francia, Svizzera, Austria e Slovenia. Sugli altri rilievi collegati alle Alpi è presente nella Foresta Nera, Monti Vosgi, Massiccio del Giura, Massiccio Centrale, Pirenei, Monti Balcani e Carpazi.[19]  Nel resto dell'Europa e dell'areale del Mediterraneo si trova in Europa, Transcaucasia, Anatolia, Siria e Magreb. È stata introdotta in America, Asia[20], Australia dove è considerata una specie invasiva.[3]
- Habitat: l'habitat preferito per queste piante sono le sabbie, i prati aridi e gli incolti. Il substrato preferito è calcareo ma anche siliceo con pH acido, medi valori nutrizionali del terreno che deve essere mediamente umido.
- Distribuzione altitudinale: sui rilievi alpini, in Italia, queste piante si possono trovare fino a 1.500 m s.l.m.; nelle Alpi frequentano quindi i seguenti piani vegetazionali: collinare, montano e in parte quello subalpino (oltre a quello planiziale).

### Fitosociologia

#### Areale alpino
Dal punto di vista fitosociologico alpino Hypochaeris radicata appartiene alla seguente comunità vegetale:
Formazione: delle comunità delle macro- e megaforbie terrestri
Classe: Molinio-Arrhenatheretea
Ordine: Arrhenatheretalia elatioris
Alleanza: Cynosurion

#### Areale italiano
Per l'areale completo italiano Hypochaeris radicata appartiene alla seguente comunità vegetale:
Macrotipologia: vegetazione delle praterie
Classe: Koelerio glaucae-Corynephoretea canescentis Klika in Klika & V. Novák, 1941
Ordine: Corynephoretalia canescentis Klika, 1934
Alleanza: Corynephorion canescentis Klika, 1931
Descrizione. L'alleanza Corynephorion canescentis è relativa a comunità costituite da specie perenni che si sviluppano su sabbie acide o decarbonatate nelle aree interne. Queste comunità si presentano in modo discontinuo nelle praterie aride, ricche di licheni o dune sabbiose interne di origini fluviale. La distribuzione di questa cenosi si sviluppa dalla Francia, alla Germania fino all'Ucraina, compresa l'Inghilterra orientale. In Italia queste comunità sono rare e si rinvengono al Nord lungo i corsi medi dei fiumi.
Specie presenti nell'associazione: Agrostis capillaris, Corynephorus canescens, Cladonia fogliacea, Cladonia furcata, Cladonia pixidata, Cladonia portentosa, Cetraria aculeata, Rumex acetosella, Thymus serpyllum, Hypochaeris radicata, Jasione montana, Filago minima, Hieracium pilosella, Spergula morisonii, Teesdalia nudicaulis, Arabidopsis thaliana, Spergula morisonii, Teesdalia nudicaulis e Koeleria glauca.

## Tassonomia
La famiglia di appartenenza di questa voce (Asteraceae o Compositae, nomen conservandum) probabilmente originaria del Sud America, è la più numerosa del mondo vegetale, comprende oltre 23.000 specie distribuite su 1.535 generi, oppure 22.750 specie e 1.530 generi secondo altre fonti (una delle checklist più aggiornata elenca fino a 1.679 generi). La famiglia attualmente (2021) è divisa in 16 sottofamiglie.

### Filogenesi
Il genere di questa voce appartiene alla sottotribù Hypochaeridinae della tribù Cichorieae (unica tribù della sottofamiglia Cichorioideae). In base ai dati filogenetici la sottofamiglia Cichorioideae è il terz'ultimo gruppo che si è separato dal nucleo delle Asteraceae (gli ultimi due sono Corymbioideae e Asteroideae). La sottotribù Hypochaeridinae fa parte del "quarto" clade della tribù; in questo clade è posizionata nel "core" del gruppo , vicina alle sottotribù Crepidinae e Chondrillinae.
Il genere di questa voce, nell'ambito della sottostribù occupa "basale" subito dopo il genere Urospermum, quindi con il resto dei generi della sottotribù forma un "gruppo fratello". Il genere è bifiletico (alcuni Autori hanno proposto una sua scissione, alcune specie dovrebbero essere descritte nel genere Achyrophorus Adans.), tuttavia attualmente si preferisce mantenere Hypochaeris nella sua circoscrizione più ampia. Le specie sudamericane formano un gruppo monofiletico con Hypochaeris angustifolia (del Marocco) come clade "fratello". Le prime Hypochaeris hanno avuto origine nella regione mediterranea e in Sud America sono arrivate molto probabilmente dopo una dispersione a lunga distanza dall'Africa nord-occidentale.
I caratteri distintivi per questo genere sono:
- il ricettacolo è provvisto di pagliette (squamoso);
- il pappo, degli acheni centrali, è formato da un unico ordine di setole generalmente piumose con rigide pinnule.

Il genere è diviso in cinque cladi (o sezioni). La specie di questa voce appartiene alla sect. Hypochaeris: è il "core" del genere con probabile origine nel Mediterraneo sudoccidentale (areale marocchino), con le seguenti quattro specie: H. arachnoides, H. glabra, H. radicata e H. salzmanniana.
I caratteri distintivi per la specie di questa voce sono:
- il portamento è erbaceo perenne;
- i fusti in generale sono glabri;
- il diametro dei capolini è 20 - 30 mm;
- le brattee dell'involucro sono lunghe fino a 25 mm;
- il pappo è formato da due serie di setole (piumose e scabre).

Il numero cromosomico della specie è: 2n = 8.

### Variabilità e sottospecie
Questa specie è variabile nelle dimensioni: negli ambienti collinari settentrionali si possono trovare individui alti oltre la media, con un involucro più lungo (15 – 25 mm) e acheni di 6 mm; nell'Italia meridionale le dimensioni sono minori con un involucro= 8 x 10 – 12 mm, e degli acheni= 3,5 – 4 mm (= subsp. heterocarpa).
Per questa specie sono indicate le seguenti sottospecie:
- Hypochaeris radicata subsp. ericetorum Soest, 1950 - Distribuzione: Francia e Gran Bretagna
- Hypochaeris radicata subsp. heterocarpa  (Moris) Arcang., 1882 - Distribuzione: Penisola Iberica, Italia, Grecia e Magreb.
- Hypochaeris radicata subsp. radicata
- Hypochaeris radicata subsp. rocinensis  M.Á.Ortiz & Talavera, 2015 - Distribuzione: Penisola Iberica

### Specie simili
Una specie simile a quella di questa voce è Hypochaeris glabra L.. Quest'ultima ha un ciclo biologico annuale, il diametro dei capolini arriva fino a 5 – 15 mm e il pappo è formato solamente da setole piumose.

### Sinonimi
La specie di questa voce, in altri testi, può essere chiamato con nomi diversi. L'elenco che segue indica alcuni tra i sinonimi più frequenti:
- Achyrophorus radicatus (L.) Scop.
- Porcellites radicata  (L.) Cass.
- Achyrophorus jussieui  Sch.Bip.
- Apargia serotina  Jan ex Steud.
- Crepis molokaiensis  H.Lév.
- Hypochaeris infesta  Salisb.
- Hypochaeris jussieui  (Sch.Bip.) Reiche
- Hypochaeris lasiophylla  K.Koch ex Nyman
- Hypochaeris neapolitana  DC.
- Hypochaeris radiata  Falk
- Hypochaeris runcinata  Gilib.
- Hypochaeris subalpina  Schur
- Hypochaeris tenorei  Guss.
- Leontodon ciliatus  Scop.
- Seriola caespitosa  Porta
- Seriola taraxacifolia  Salzm.

Sinonimi per subsp. ericetorum
- Hypochaeris salina Gren.

Sinonimi per subsp. heterocarpa
- Hypochaeris platylepis Boiss.

## Usi alimentari
Le foglie della rosetta basale possono essere consumate crude, in insalata, lessate o ripassate in padella con olio, aglio e peperoncino; diffuso anche l'utilizzo per frittate e per torte salate. Meno frequente l'uso degli scapi fiorali, più amari delle foglie, che si impiegano in frittate. In passato le radici tostate sono state utilizzate come succedaneo del caffè.